# NGC 989
NGC 989 je galaksija u zviježđu Kit.

## Vanjske poveznice
- SEDS: NGC 989